# Eivind Aarset
Eivind Aarset (* 23. března 1961) je norský kytarista. Svou kariéru zahájil v osmdesátých letech jako studiový hudebník. Své první album nazvané Électronique Noire vydal v roce 1998 a následovala řada dalších; všechna byla vydána společností Jazzland Recordings. V listopadu 2012 vyšlo jeho šesté album Dream Logic, které pro něj znamenalo debut pro ECM Records a bylo výrazně klidnější než předchozí nahrávky. Během své kariéry spolupracoval s mnoha hudebníky, mezi které patří například Andy Sheppard, Dhafer Youssef nebo Nils Petter Molvær. Při několika koncertech v Česku a na Slovensku s ním vystupoval kytarista David Kollar.